# Ото Рехагел
Ото Рехагел (на немски: Otto Rehhagel, роден на 9 август 1938 в Есен) е германски футболен треньор и бивш футболист.

## Футболист
От 1960 до 1963 г. Рехагел играе в родния си отбор Рот-Вайс Есен, а след основаването на Първа Бундеслига преминава в западноберлинския Херта Берлин (1963-1965). Завършва кариерата си като играч в Кайзерслаутерн, където играе от 1966 до 1972 г. Общо изиграва 201 мача в Първа Бундеслига, в които бележи 23 гола.

## Треньор

### Германия
От 1 юли 1972 до 30 юни 1973 г. Ото Рехагел е наставник на Саарбрюкен. След това преминава през Кикерс Офенбах (2 април 1974 - 9 декември 1975), Вердер Бремен (29 февруари 1976 - 30 юни 1976) и Борусия Дортмунд. Лошо впечатление прави разгромната загуба на ръководените от него дортмундци с 0:12 в последния кръг на сезон 1977/78 от Борусия Мьонхенгладбах - най-голямо поражение в историята на Първа Бундеслига за всички времена. В резултат на срамния резултат Рехагел е освободен от треньорския пост. От октомври 1978 до юни 1979 специалистът ръководи източновестфалците от Арминия Билефелд, а след това Фортуна Дюселдорф (октомври 1979 - декември 1980).
На 2 април 1981 Ото Рехагел поема за втори път Вердер Бремен, този път за повече от 14 години. От юли 1995 до април 1996 г. той тренира Байерн Мюнхен, а от юли 1996 до октомври 2000 ръководи Кайзерслаутерн.

### Успехи с Вердер Бремен
Най-големите успехи в клубната си треньорска кариера Ото Рехагел постига с Вердер Бремен. През 1992 г. клубът от най-малката германска провинция печели Купата на носителите на национални купи, германското първенство е спечелено два пъти: през сезоните 1987/88 и 1992/93, а Купата на Германия е завоювана през 1991 и 1994 г. Треньорът печели германската купа за пръв път през 1980 г. с Фортуна Дюселдорф, което е и първият трофей в кариерата му.

### Байерн Мюнхен
През юли 1995 г. Рехагел е привлечен в Байерн Мюнхен. През 1996 г. воденият от него баварски клуб достига до финала за Купата на УЕФА, но точно преди финалните срещи наставникът е освободен от поста си поради изоставането на Байерн от Борусия Дортмунд в първенството на Първа Бундеслига. Впоследствие баварците печелят европейския трофей, но завършват втори в германския шампионат под ръководството на Франц Бекенбауер.

### Кайзерслаутерн
Под ръководството на „Крал Ото“ Кайзерслаутерн става първият и единственият новак в германския елит, който става шампион (сезон 1997/98). Преди това той извежда тима от Пфалц до първото място във Втора Бундеслига през 1996/97.

### Общ баланс
Ото Рехагел записва общо 820 мача в Първа Бундеслига като треньор. Така той води убедително класацията за най-много треньорски срещи в германския елит с преднина от 255 мача пред втория Ерих Рибек. Той е треньорът с най-много победи (387), най-многото равенства (205) и с най-многото загуби (228). Също така наставникът оглавява класиранията за най-много отбелязани голове от ръководен от него отбор (1473) и най-много допуснати такива (1142). Като се прибавят и срещите му като футболист, активът му нараства до над 1000 мача в Първа Бундеслига - уникално постижение за все още действащ футболен функционер. Негов отбор (Борусия Дортмунд) допуска най-голямата загуба в историята на германската първа дивизия - 0:12 от Борусия Мьонхенгладбах на 29 април 1978 г. Освен това под ръководството на Рехагел Вердер Бремен допуска само 22 гола в 34 мача през сезон 1987/88, като това остава рекорд за Първа Бундеслига до 2008 г., когато е подобрен от Байерн Мюнхен. Игровата система на бременци е наречена „контролирана офанзива“ и тя излъчва два от голмайсторите на бундеслигата през годините - Руди Фьолер (1982/83) и Марио Баслер (1994/95).

## Философия
Характерно за стила на работа на Рехагел е авторитарната концентрация на власт в неговите ръце. Специалистът постига успехи в клубовете, където това му се удава – Вердер Бремен и Кайзерслаутерн, а където тове е било невъзможно - Байерн Мюнхен - се получават проблеми. Отборът под ръководството на наставника действа като едно цяло и Вердер Бремен през 80-те и първата половина на 90-те години на ХХ век е типичният пример за това. Външните намеси пречат на работата на Рехагел, а всички действия в съблекалнята остават тайна за медиите. Типичен е стилът на треньора да отрича всякакви тези на булевардната преса, дори да има основания за подобни твърдения.

## Гърция
От 9 август 2001 г. Рехагел е треньор на гръцкия национален отбор по футбол. Дебютът му начело на балканската страна започва с тежко поражение с 1:5 от Финландия на 5 септември 2001 г. в световна квалификация.
По време на Европейското първенство по футбол в Португалия през 2004 г. гърците сензационно побеждават домакините с 2:1 в срещата на откриването. В крайното класиране в групите на първенството Гърция се класира за четвъртфиналите благодарение на по-добрата си голова разлика. Във втората фаза на турнира „елините“ отстраняват фаворизираните отбори на Франция и Чехия благодарение на отличната си игра в защита и плътното персонално покритие. Така те достигат финала в повторение на първата среща срещу Португалия, въпреки журналистическите критики за непривлекателната и безкомпромисната си игра.
На 4 юли 2004 г., точно 50 години след „Чудото от Берн“, гърците, ръководени от новия почетен гражданин на Атина Ото Рехагел, излизат във финалната среща на Евро'04 срещу Португалия. Балканците сътворяват една от най-големите изненади в историята на европейския футбол като побеждават с гол на Ангелос Харистеас. Рехагел става първият чуждестранен треньор на страна-европейски шампион по футбол в историята на националните отбори на „стария континент“.
В резултат от триумфа си на европейската купа наставникът е наречен „Рехакъл“ от гръцката булевардна преса по подобие на митичния гръцки герой Херакъл (Херкулес). В Германия специалистът е известен още и като „Крал Ото“ от годините, прекарани в Бремен.
През 2004 г. Рехагел отказва предложението на Германския футболен съюз да поеме националния отбор на Германия. Преди това Гръцката федерация категорично отказва да освободи треньора в полза на германските си колеги, тъй като Рехагел е обвързан с договор до 2006 г. Гръцкият културен министър Фани Пали-Петралия заявява по случая: „В краен случай ще го завържем за покрива на гръцкия олимпийски стадион, за да не избяга“.
На 14 ноември 2005 г. Ото Рехагел оповестява, че продължава договора си с гръцката футболна федерация за нови две години поради ентусиазма на гръцките запалянковци, футболни функционери и футболисти. Така той става най-дълго задържалият се на поста национален селекционер на Гърция за всички времена, а годишната му заплата е около 800, 000 евро.
След победата като гост над Турция с 1:0 на 17 октомври 2007 г. Гърция предсрочно се класира за Европейското първенство в Австрия и Швейцария през 2008 г. Там обаче отборът не успява да защити титлата си и след три загуби в предварителната група (0:2 от Швеция, 0:1 от Русия и 1:2 от Испания) е елиминиран и остава единственият национален тим без спечелена точка в турнира.

### Схема на игра
С националния отбор на Гърция Рехагел предпочита формацията 4-3-3. През Евро'04 „елините“ играят в система 3-3-3-1.

## Критики
Много пъти треньорът е критикуван в Германия, че не играе съвременен футбол. Критиците на Рехагел посочват особено защитната линия на наставника, където към трима защитници се добавя и либеро. На критиките за остарялата си тактика Рехагел отвръща с краткото: „Модерно играе този, който побеждава“.

## Политика
Ото Рехагел е номиниран от германските християн-демократи през 1999 г. за член на германския парламент.

## Спорни моменти
След срещата на Вердер Бремен срещу Арминия Билефелд на 14 август 1981 г., при която играчът на източновестфалците Евалд Линен е фаулиран от Норберт Зигман и получава тежка контузия, потърпевшият футболист обвинява Рехагел, че е инструктирал подопечния си играч да го фаулира грубо по време на целия мач. Линен показва 25-сантиметровата си отворена рана на крака, която изправя косите на присъстващите журналисти, и води до телефонни заплахи срещу Рехагел. В ответната среща между двата отбора в Билефелд треньорът на бременци носи защитна жилетка и е охраняван от полицаи на резервната скамейка.

## Отличия
На 8 август 2004 г. Рехагел носи олимпийския огън в разстояние на 2500 метра в Гърция.
Ото Рехагел е избран от Международната федерация на футболната история и статистика за Световен национален треньор на 2004 г.
Други отличия:
- Грък на 2004 г. – избран от читателите на гръцкия вестник „Та Неа“; той е първият чужденец, получил това отличие.
- Юли 2004: Ото Рехагел става почетен гражданин на Атина.
- 2005: Германски кръст първа степен за заслуги към Федералната Република
- 15 май 2005 г.: Ото Рехагел и националния отбор на Гърция получават отличието „Отбор на годината“ при церемонията по връчването на спортните оскари.

## Успехи като треньор
- Европейски шампион: 2004
- Носител на КНК: 1992
- Шампион на Германия: 1988, 1993, 1998
- Вицешампион на Германия: 1983, 1985, 1986, 1995
- Купа на Германия: 1980, 1991, 1994
- Финалист за Купата на Германия: 1989, 1990
- Суперкупа на Германия: 1988, 1993, 1994

Лични треньорски успехи
- Национален треньор на годината на ФИФА: 2004